# Geneseo (Kansas)
Pour les articles homonymes, voir Geneseo.
Geneseo est une ville américaine située dans le comté de Rice, au Kansas. Selon le recensement de 2020, sa population est de 236 habitants.

## Démographie
Au recensement de 2020, la population de la ville était de 236 habitants, ce qui représente une diminution de 12 % par rapport au recensement de 2010 où elle était de 267 habitants.